# Скандинавські мови

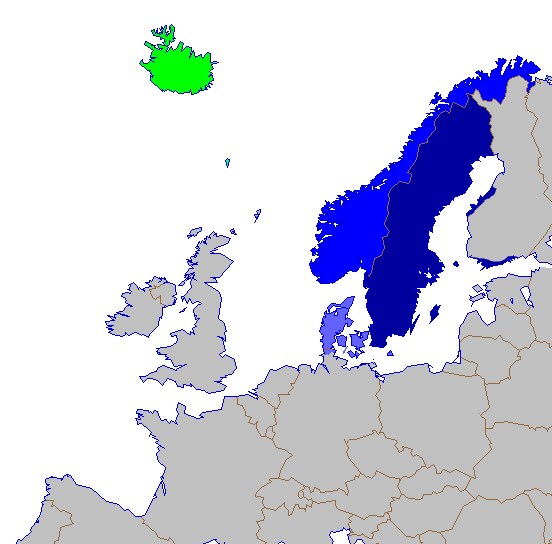
Поширення і класифікація північногерманських або скандинавських мов:
Ісландська мова
Норвезька мова
Шведська мова
Данська мова

Скандина́вські мо́ви — група північноєвропейських мов, що належать до германської групи індоєвропейської мовної родини.
Вважається, що ці мови походять від одної спільної — протоісландської мови. Зараз скандинавські мови поширені у Швеції, Норвегії, Данії, Ісландії, Фарерських островах та в інших країнах.
Найпоширенішою скандинавською мовою є шведська із числом мовців близько 9,3 млн.

## Класифікація

### Сімейне дерево
Всі скандинавські мови походять від давньоскандинавської мови. Поділ цих мов на певні підгрупи часто є суперечливим і неточним.
- Протоскандинавська
  - Західноскандинавські мови
    - Ісландська мова
    - Фарерська мова
    - Норнська мова †
    - Норвезька мова
      - Триндерський діалект
      - букмол
      - нюношк
      - Істландський діалект
      - Вестланський діалект
      - Північнонорвезький діалект
      - Сирландський діалект

  - Східноскандинавські мови
    - Шведська мова
      - Свеаландський діалект
      - Норландський діалект
      - Ґотландський діалект
      - Фінляндські діалекти
      - Південношведські діалекти

    - Данська мова
      - Острівний данський діалект
      - Східноданські діалекти
      - Ютландський діалект
      - Зеландський діалект